# Léon Vermeersch
Léon Vermeersch (Mascara, 5 décembre 1866 - Hanoï, 10 janvier 1902) est un officier et explorateur français.

## Biographie
Sorti de Saint-Cyr en 1885, il choisit l'infanterie de marine et sert deux ans au Tonkin avant de revenir en France en 1891. 
Avec Joseph Baud, il effectue de mars à juin 1895 un périlleux périple à travers le Mossi et le Gourma dans la boucle du Niger. La mission part, en compagnie de cinquante tirailleurs et de cinquante porteurs, du nord du Dahomey, et atteint la Côte d'Ivoire par Gambaga, Oual-Oulé et Bouna après un voyage de plus de mille cinq cents kilomètres. 

## Distinction
- Chevalier de la Légion d'honneur (31 octobre 1895)[1].